# Харун ибн Хумаравейх
Харун ибн Хумаравейх ибн Ахмед ибн Тулун — четвёртый эмир Египта из династии Тулунидов. Сын эмира Хумаравейха и младший брат эмира Джейша .

## Биография
После низложения Джейша его место занял младший брат Харун. Новому правителю досталось тяжелое наследство — казна была пуста, не прекращались постоянные раздоры между различными представителями правящего клана. Центральная власть ослабла и укрепить её не удалось. Он возложил руководство государственными делами на визиря Абу Джафара ибн Али, сам предпочитая жить в развратной роскоши, что привело страну к дальнейшему росту кризиса. Каждый военачальник поступал так, как ему хотелось. Командовавший оборонительными линиями Рагиб перешёл в 896 году на сторону халифа аль-Мутадида. Один за другим сдавались аль-Мутадиду города вне собственной Сирии со стоявшими ещё в них гарнизонами египтян.
Смертельный удар государству Тулунидов нанесло восстание карматов, которые в 902 году вторглись из-за Евфрата в Сирию. В марте 903 года армия Тулунидов была разбита и отступила от Дамаска. За короткое время карматы завладели многими северными провинциями Сирии, в том числе Хомсом, Хамой, Баалбеком, Саламией. Однако победители не смогли воспользоваться своим успехом. В том же году они были разбиты Мухаммадом аль Катибом, которому и достались все сирийские провинции.
В мае 904 года, после подавления первого восстания карматов, Мухаммад аль Катиб покинул столицу во главе армии, насчитывающей 10 000 тюрков согласно аль-Табари, и поставил задачу отбить южную Сирию и  Египет от рода Тулунидов.
Ему была оказана помощь со стороны моря флотом из приграничных районов в Киликии во главе с Дамианом из Тарса. Дамиан вошёл с флотом вверх по реке Нил , совершал набеги на его берега и предотвращал переправу через реку сил Тулунидов.Среди армии последнего Тулунидов был разброд,это  привело к дезертирству Бадра аль-Хаммами и других высокопоставленных офицеров  на сторону врагов. Эмир Харун стал терпеть одно поражение за другим. Уже к концу года аль-Катиб успел стать перед Фустатом, а одновременно с ним появился флот у Димьята (Дамиетты). 30 декабря 904 года Харун был убит своими телохранителями в случайно возникшей между ними свалке.
Преемником Харуна стал его дядя и последний правитель из династии Тулунидов — Шейбан ибн Ахмед.